# Qatar Volleyball League 2016-2017
La Qatar Volleyball League 2016-2017 si è svolta dal 17 ottobre 2016 al 15 febbraio 2017: al torneo hanno partecipato undici squadre di club qatariote e la vittoria finale è andata per la prima volta al Police.

## Regolamento

### Formula
Le squadre hanno disputato un girone all'italiana, con gare di andata e ritorno, senza però un calendario rigido.

### Criteri di classifica
Se il risultato finale è stato di 3-0 o 3-1 sono stati assegnati 3 punti alle squadra vincente e 0 a quella sconfitta, se il risultato finale è stato di 3-2 sono stati assegnati 2 punti alla squadra vincente e 1 a quella sconfitta.
L'ordine del posizionamento in classifica è stato definito in base a:
- Numero di partite vinte;
- Punti;
- Ratio dei set vinti/persi;
- Ratio dei punti realizzati/subiti;
- Risultati degli scontri diretti.

## Squadre partecipanti
| Club         | Città | Impianto            | Stagione precedente            |
| ------------ | ----- | ------------------- | ------------------------------ |
| Al-Ahly Doha | Doha  | Al-Arabi Hall, Doha | 5ª in Qatar Volleyball League  |
| Al-Arabi     | Doha  | Al-Arabi Hall, Doha | Campione del Qatar             |
| Al-Gharafa   | Doha  | Al-Arabi Hall, Doha | 9ª in Qatar Volleyball League  |
| Al-Jaish     | Doha  | Al-Arabi Hall, Doha | 4ª in Qatar Volleyball League  |
| Al-Khor      | Doha  | Al-Arabi Hall, Doha | 8ª in Qatar Volleyball League  |
| Al-Rayyan    | Doha  | Al-Arabi Hall, Doha | 2ª in Qatar Volleyball League  |
| Al-Sadd      | Doha  | Al-Arabi Hall, Doha | 10ª in Qatar Volleyball League |
| Al-Shamal    | Doha  | Al-Arabi Hall, Doha | 6ª in Qatar Volleyball League  |
| Al-Wakrah    | Doha  | Al-Arabi Hall, Doha | 11ª in Qatar Volleyball League |
| Police       | Doha  | Al-Arabi Hall, Doha | 3ª in Qatar Volleyball League  |
| Qatar SC     | Doha  | Al-Arabi Hall, Doha | 7ª in Qatar Volleyball League  |

## Torneo

### Risultati
| Andata |                           |     |                                   |
|        |                           |     |                                   |
| 17-10  | Police - Al-Sadd          | 3-0 | 25-14, 25-10, 25-11               |
| 17-10  | Al-Rayyan - Al-Wakrah     | 3-0 | 25-15, 25-18, 25-17               |
| 19-10  | Al-Jaish - Al-Gharafa     | 3-1 | 25-19, 25-14, 20-25, 25-21        |
| 19-10  | Al-Ahly Doha - Al-Khor    | 3-1 | 25-19, 25-15, 23-25, 25-16        |
| 24-10  | Al-Shamal - Qatar SC      | 0-3 | 24-26, 26-28, 24-26               |
| 24-10  | Al-Arabi - Al-Wakrah      | 3-0 | 25-22, 25-20, 25-17               |
| 26-10  | Police - Al-Khor          | 3-0 | 25-14, 25-16, 25-17               |
| 26-10  | Al-Rayyan - Al-Gharafa    | 3-0 | 25-19, 25-18, 25-21               |
| 28-10  | Al-Jaish - Qatar SC       | 3-1 | 25-18, 25-18, 24-26, 25-15        |
| 28-10  | Al-Ahly Doha - Al-Shamal  | 1-3 | 27-29, 18-25, 26-24, 18-25        |
| 31-10  | Al-Wakrah - Al-Gharafa    | 3-0 | 25-20, 25-20, 25-18               |
| 31-10  | Al-Arabi - Al-Sadd        | 3-1 | 25-15, 22-25, 25-22, 25-17        |
| 02-11  | Police - Al-Shamal        | 3-1 | 25-16, 25-22, 27-29, 25-13        |
| 02-11  | Al-Rayyan - Qatar SC      | 1-3 | 25-27, 25-19, 21-25, 23-25        |
| 04-11  | Al-Jaish - Al-Ahly Doha   | 3-2 | 20-25, 25-16, 25-23, 20-25, 15-9  |
| 04-11  | Al-Arabi - Al-Gharafa     | 3-0 | 25-19, 25-13, 25-11               |
| 07-11  | Al-Wakrah - Qatar SC      | 1-3 | 25-23, 36-38, 17-25, 19-25        |
| 07-11  | Al-Sadd - Al-Khor         | 0-3 | 27-29, 21-25, 21-25               |
| 09-11  | Al-Rayyan - Al-Ahly Doha  | 2-3 | 21-25, 25-16, 25-15, 21-25, 16-18 |
| 09-11  | Police - Al-Jaish         | 3-0 | 25-23, 25-18, 25-16               |
| 11-11  | Al-Arabi - Al-Khor        | 3-0 | 25-18, 25-18, 25-17               |
| 11-11  | Al-Gharafa - Qatar SC     | 0-3 | 23-25, 18-25, 21-25               |
| 14-11  | Al-Wakrah - Al-Ahly Doha  | 0-3 | 22-25, 18-25, 23-25               |
| 14-11  | Al-Sadd - Al-Shamal       | 1-3 | 20-25, 13-25, 25-23, 10-25        |
| 16-11  | Al-Arabi - Qatar SC       | 3-1 | 25-21, 25-27, 25-17, 25-20        |
| 16-11  | Al-Rayyan - Police        | 3-0 | 25-17, 25-17, 25-20               |
| 18-11  | Al-Sadd - Al-Jaish        | 0-3 | 20-25, 19-25, 16-25               |
| 18-11  | Al-Khor - Al-Shamal       | 2-3 | 21-25, 25-23, 25-18, 20-25, 12-15 |
| 21-11  | Al-Wakrah - Police        | 0-3 | 19-25, 22-25, 17-25               |
| 21-11  | Al-Gharafa - Al-Ahly Doha | 0-3 | 19-25, 23-25, 23-25               |
| 23-11  | Al-Khor - Al-Jaish        | 0-3 | 17-25, 21-25, 22-25               |
| 23-11  | Al-Arabi - Al-Shamal      | 3-0 | 25-21, 25-14, 25-15               |
| 25-11  | Qatar SC - Al-Ahly Doha   | 1-3 | 18-25, 30-28, 20-25, 20-25        |
| 25-11  | Al-Sadd - Al-Rayyan       | 0-3 | 22-25, 21-25, 21-25               |
| 28-11  | Al-Gharafa - Police       | 1-3 | 19-25, 18-25, 25-23, 23-25        |
| 28-11  | Al-Shamal - Al-Jaish      | 1-3 | 15-25, 23-25, 25-22, 21-25        |
| 30-11  | Al-Sadd - Al-Wakrah       | 1-3 | 14-25, 28-26, 13-25, 21-25        |
| 30-11  | Al-Arabi - Al-Ahly Doha   | 3-2 | 25-22, 25-22, 23-25, 20-25, 15-11 |
| 02-12  | Al-Khor - Al-Rayyan       | 0-3 | 16-25, 19-25, 19-25               |
| 02-12  | Qatar SC - Police         | 0-3 | 23-25, 19-25, 16-25               |
| 05-12  | Al-Khor - Al-Wakrah       | 3-2 | 20-25, 15-25, 25-20, 25-13, 15-10 |
| 05-12  | Al-Arabi - Al-Jaish       | 3-1 | 22-25, 26-24, 25-22, 25-20        |
| 07-12  | Al-Ahly Doha - Police     | 0-3 | 21-25, 14-25, 14-25               |
| 07-12  | Al-Shamal - Al-Rayyan     | 0-3 | 17-25, 27-29, 19-25               |
| 09-12  | Al-Khor - Al-Gharafa      | 3-1 | 22-25, 25-23, 25-15, 25-23        |
| 09-12  | Qatar SC - Al-Sadd        | 2-3 | 25-21, 21-25, 25-21, 21-25, 13-15 |
| 12-12  | Al-Shamal - Al-Wakrah     | 3-0 | 25-20, 25-21, 25-15               |
| 12-12  | Al-Jaish - Al-Rayyan      | 2-3 | 28-30, 25-22, 25-20, 18-25, 13-15 |
| 14-12  | Al-Gharafa - Al-Sadd      | 3-0 | 29-27, 25-22, 26-24               |
| 14-12  | Al-Arabi - Police         | 1-3 | 20-25, 27-25, 23-25, 17-25        |
| 16-12  | Qatar SC - Al-Khor        | 3-1 | 25-21, 25-23, 16-25, 25-20        |
| 16-12  | Al-Jaish - Al-Wakrah      | 3-1 | 22-25, 25-15, 25-15, 25-14        |
| 19-12  | Al-Ahly Doha - Al-Sadd    | 3-0 | 25-20, 25-20, 26-24               |
| 19-12  | Al-Shamal - Al-Gharafa    | 3-2 | 21-25, 25-14, 25-21, 22-25, 15-10 |
| 21-12  | Al-Arabi - Al-Rayyan      | 2-3 | 23-25, 25-23, 25-21, 21-25, 10-15 |

| Ritorno |                           |     |                                   |
|         |                           |     |                                   |
| 23-12   | Al-Jaish - Al-Wakrah      | 3-0 | 25-18, 25-8, 25-20                |
| 23-12   | Al-Ahly Doha - Al-Khor    | 3-1 | 11-25, 25-21, 25-17, 25-21        |
| 24-12   | Police - Al-Sadd          | 3-0 | 25-17, 25-10, 25-20               |
| 26-12   | Qatar SC - Al-Shamal      | 3-1 | 17-25, 25-20, 25-17, 25-14        |
| 28-12   | Al-Arabi - Al-Sadd        | 3-0 | 25-20, 25-18, 25-21               |
| 28-12   | Al-Rayyan - Al-Gharafa    | 3-1 | 25-15, 22-25, 25-22, 25-22        |
| 30-12   | Al-Arabi - Al-Wakrah      | 3-0 | 25-19, 25-16, 25-23               |
| 30-12   | Al-Ahly Doha - Qatar SC   | 3-2 | 22-25, 25-20, 21-25, 25-18, 15-6  |
| 02-01   | Al-Rayyan - Al-Khor       | 3-0 | 25-22, 25-18, 25-21               |
| 02-01   | Al-Jaish - Al-Shamal      | 3-0 | 25-20, 25-17, 25-23               |
| 07-01   | Al-Rayyan - Qatar SC      | 3-0 | 25-16, 25-15, 25-15               |
| 07-01   | Al-Sadd - Al-Wakrah       | 0-3 | 22-25, 28-30, 14-25               |
| 09-01   | Police - Al-Gharafa       | 3-0 | 25-21, 25-19, 25-13               |
| 09-01   | Al-Arabi - Al-Shamal      | 3-0 | 25-18, 27-25, 25-14               |
| 11-01   | Police - Al-Wakrah        | 3-0 | 29-27, 25-12, 25-21               |
| 11-01   | Al-Jaish - Al-Ahly Doha   | 3-1 | 26-28, 25-10, 25-23, 25-15        |
| 13-01   | Al-Gharafa - Qatar SC     | 1-3 | 25-15, 19-25, 22-25, 17-25        |
| 13-01   | Al-Sadd - Al-Shamal       | 0-3 | 20-25, 23-25, 19-25               |
| 14-01   | Police - Al-Khor          | 3-0 | 25-19, 25-14, 25-22               |
| 14-01   | Al-Arabi - Al-Ahly Doha   | 3-2 | 25-22, 22-25, 25-17, 25-27, 15-12 |
| 16-01   | Qatar SC - Al-Sadd        | 3-1 | 25-23, 25-21, 18-25, 25-17        |
| 16-01   | Al-Rayyan - Al-Jaish      | 1-3 | 22-25, 25-21, 20-25, 27-29        |
| 18-01   | Al-Gharafa - Al-Khor      | 2-3 | 23-25, 26-24, 25-27, 25-20, 12-15 |
| 18-01   | Al-Wakrah - Al-Shamal     | 3-1 | 18-25, 25-21, 25-22, 25-21        |
| 20-01   | Al-Sadd - Al-Ahly Doha    | 0-3 | 22-25, 22-25, 21-25               |
| 20-01   | Police - Qatar SC         | 3-0 | 25-20, 25-15, 25-17               |
| 21-01   | Al-Gharafa - Al-Jaish     | 1-3 | 25-20, 22-25, 23-25, 20-25        |
| 21-01   | Al-Khor - Al-Arabi        | 0-3 | 23-25, 22-25, 16-25               |
| 23-01   | Al-Sadd - Al-Rayyan       | 0-3 | 13-25, 20-25, 15-25               |
| 23-01   | Al-Wakrah - Al-Ahly Doha  | 2-3 | 25-16, 25-22, 19-25, 21-25, 12-15 |
| 25-01   | Al-Khor - Al-Jaish        | 0-3 | 25-27, 20-25, 17-25               |
| 25-01   | Police - Al-Shamal        | 3-0 | 25-17, 25-15, 25-16               |
| 27-01   | Al-Wakrah - Al-Rayyan     | 1-3 | 18-25, 25-23, 23-25, 23-25        |
| 27-01   | Al-Gharafa - Al-Arabi     | 1-3 | 17-25, 25-23, 23-25, 23-25        |
| 28-01   | Al-Jaish - Al-Sadd        | 3-0 | 25-14, 25-16, 25-19               |
| 28-01   | Police - Al-Ahly Doha     | 3-0 | 28-26, 25-23, 25-22               |
| 30-01   | Al-Khor - Al-Wakrah       | 0-3 | 22-25, 19-25, 20-25               |
| 30-01   | Al-Shamal - Al-Gharafa    | 3-1 | 13-25, 25-23, 25-14, 25-23        |
| 01-02   | Qatar SC - Al-Arabi       | 0-3 | 15-25, 13-25, 21-25               |
| 01-02   | Al-Ahly Doha - Al-Rayyan  | 1-3 | 23-25, 23-25, 25-22, 10-25        |
| 03-02   | Al-Gharafa - Al-Sadd      | 2-3 | 19-25, 21-25, 25-22, 25-20, 9-15  |
| 03-02   | Police - Al-Jaish         | 1-3 | 24-26, 25-19, 16-25, 22-25        |
| 04-02   | Qatar SC - Al-Wakrah      | 1-3 | 20-25, 28-26, 20-25, 20-25        |
| 04-02   | Al-Arabi - Al-Rayyan      | 2-3 | 25-23, 19-25, 25-22, 16-25, 12-15 |
| 06-02   | Al-Shamal - Al-Ahly Doha  | 3-2 | 24-26, 25-19, 22-25, 25-19, 15-13 |
| 06-02   | Al-Khor - Al-Sadd         | 1-3 | 25-18, 23-25, 23-25, 22-25        |
| 08-02   | Qatar SC - Al-Jaish       | 0-3 | 19-25, 24-26, 11-25               |
| 08-02   | Al-Wakrah - Al-Gharafa    | 3-2 | 25-21, 24-26, 20-25, 25-19, 20-18 |
| 10-02   | Al-Shamal - Al-Khor       | 1-3 | 20-25, 23-25, 25-22, 23-25        |
| 10-02   | Police - Al-Rayyan        | 3-0 | 25-17, 25-16, 26-24               |
| 11-02   | Al-Ahly Doha - Al-Gharafa | 3-1 | 25-18, 25-22, 17-25, 26-24        |
| 11-02   | Al-Jaish - Al-Arabi       | 2-3 | 25-23, 15-25, 24-26, 25-15, 9-15  |
| 13-02   | Al-Shamal - Al-Rayyan     | 1-3 | 20-25, 28-26, 24-26, 19-25        |
| 13-02   | Al-Khor - Qatar SC        | 3-2 | 26-28, 19-25, 30-28, 25-23, 15-12 |
| 15-02   | Police - Al-Arabi         | 3-2 | 22-25, 19-25, 25-16, 28-26, 15-10 |

### Classifica
| Pos. | Squadra      | Pt | G  | V  | P  | SV | SP | Ratio | PF    | PS    | Ratio |
| ---- | ------------ | -- | -- | -- | -- | -- | -- | ----- | ----- | ----- | ----- |
| 1.   | Police       | 53 | 20 | 18 | 2  | 55 | 11 | 5.000 | 1 608 | 1 271 | 1.265 |
| 2.   | Al-Jaish     | 49 | 20 | 16 | 4  | 53 | 22 | 2.409 | 1 767 | 1 529 | 1.156 |
| 3.   | Al-Arabi     | 48 | 20 | 16 | 4  | 55 | 22 | 2.500 | 1 784 | 1 566 | 1.139 |
| 4.   | Al-Rayyan    | 46 | 20 | 16 | 4  | 52 | 22 | 2.364 | 1 757 | 1 524 | 1.153 |
| 5.   | Al-Ahly Doha | 34 | 20 | 11 | 9  | 44 | 37 | 1.189 | 1 765 | 1 787 | 0.988 |
| 6.   | Qatar SC     | 27 | 20 | 8  | 12 | 34 | 42 | 0.810 | 1 640 | 1 770 | 0.927 |
| 7.   | Al-Wakrah    | 22 | 20 | 7  | 13 | 28 | 44 | 0.636 | 1 539 | 1 658 | 0.928 |
| 8.   | Al-Shamal    | 21 | 20 | 8  | 12 | 30 | 45 | 0.667 | 1 627 | 1 704 | 0.955 |
| 9.   | Al-Khor      | 16 | 20 | 6  | 14 | 24 | 50 | 0.480 | 1 557 | 1 717 | 0.907 |
| 10.  | Al-Gharafa   | 7  | 20 | 1  | 19 | 20 | 57 | 0.351 | 1 602 | 1 814 | 0.883 |
| 11.  | Al-Sadd      | 7  | 20 | 3  | 17 | 13 | 56 | 0.232 | 1 370 | 1 676 | 0.817 |

## Classifica finale
| Pos | Squadra      | Qualificazione                                                                                             |
| --- | ------------ | --- |
| 1   | Police       | Campionato asiatico per club 2017 Campionato arabo per club 2017 Campionato del Golfo 2017 Coppa del Qatar |
| 2   | Al-Jaish     | Campionato arabo per club 2017 Campionato del Golfo 2017 Coppa del Qatar                                   |
| 3   | Al-Arabi     | Coppa del Qatar                                                                                            |
| 4   | Al-Rayyan    | Coppa del Qatar                                                                                            |
| 5   | Al-Ahly Doha | |
| 6   | Qatar SC     | |
| 7   | Al-Wakrah    | |
| 8   | Al-Shamal    | |
| 9   | Al-Khor      | |
| 10  | Al-Gharafa   | |
| 11  | Al-Sadd      | |